# 西野瑠美子
西野 瑠美子（にしの るみこ、1952年 - ）は、日本のルポライター、ジャーナリスト。

## 来歴
長野県生まれ。信州大学教育学部卒。東京都で小学校教諭を13年間務めた後、ルポライターに転じ、従軍慰安婦などをテーマに執筆活動をおこなっている。

## 経歴
- VAWW-NETジャパン共同代表、
- 女たちの戦争と平和資料館館長
- 「平和の灯を！ヤスクニの闇へ　キャンドル行動」の共同代表[1]
- 日本の戦争責任資料センター幹事・研究員
- 戦争被害調査会法を実現する市民会議共同代表（もう一人の共同代表は西川重則）[2]
- 中国人「慰安婦」裁判を支援する会共同代表などを務めている。
- 西田敏行、山田洋次、黒柳徹子らと共に「平和のための戦争展」（日本中国友好協会主催）の呼びかけ人を務めている[3]。

## 人物・活動

### 慰安婦問題への取り組み
2000年5月29日、西野は松井やよりらVAWW-NETジャパンのメンバー5人とともに、北朝鮮の「従軍慰安婦・太平洋被害者補償対策委員会」（従太委）の招待で、 2000年5月1日から5日まで平壌を訪問した。一行は、「女性国際戦犯法廷」（2000年12月8日-10日）に先立つ約半年前、後に同法廷で「検事」を務めた鄭南用（法学博士・国際法学者）や従太委の洪善玉委員長、朴明玉副委員長、黄虎男書記長らと「法廷」憲章や起訴状に関する打ち合わせを行った。また、従太委は、元慰安婦の黄海南道碧城郡に住む李桂月（2000年当時79歳）と南浦市在住の朴永深（同78歳）を探し出し、西野らは慰安婦に関する証言を得た。このとき、従太委は元慰安婦を探し出すのに苦労したという。
2004年には『戦場の「慰安婦」―拉孟全滅戦を生き延びた朴永心の軌跡』で日本ジャーナリスト会議第47回JCJ賞を受賞した。同年5月に渡韓し、日本の過去の清算を求める国際連帯協議会で日本での従軍慰安婦問題の展開状況について報告した。
2005年6月20日、韓日平和シンポジウムで、荒井信一茨城大学名誉教授と共に基調演説を行う。
2006年8月11日、日本婦人団体連合会（婦団連）が開催した「二〇〇六年戦争はごめん 女性のつどい」にて講演をおこない、上田清司埼玉県知事が同年6月27日の県議会本会議で「古今東西、“慰安婦”はいても“従軍慰安婦”はいなかった」として軍の関与を否定する発言をおこなったことに対し、「慰安婦問題を否定するのは、先の戦争の英霊の名誉を守るため」「“慰安婦”は商行為・金儲けの女だから問題はなく、戦争犯罪ではないという主張である」と批判した。
2007年6月にアメリカ合衆国下院121号決議が採択されると、「米下院の決議は明確で曖昧でない謝罪を求めている。日本政府の米議会へのロビングや国連人権委員会への反論が示しているように、日本側の加害意識はあまりにも希薄。」と述べている。
2007年11月17日、李政美、小森陽一、林博史、吉見義明、金子安次らと一緒に慰安婦問題解決オール連帯ネットワークの呼びかけ人となる。
2012年9月29日、日本人「慰安婦」の実態解明が遅れているのは、「公娼制度下にあったため」と指摘し、「お金をもらっていたら被害者ではないのか。『強制』させられることだけが被害なのか」と訴え、日本が謝罪と賠償に取り組むように求めた。

### 平和のための戦争展
西田敏行、山田洋次、黒柳徹子らと共に「平和のための戦争展」（日本中国友好協会主催）の呼びかけ人を務めている。

### ピースボートへの参加
2000年8月に、第29回ピースボート「アジア未来航海」（北朝鮮クルーズ）の水先案内人（船上講師）として、同会がチャーターした北朝鮮船籍の万景峰号に同乗し平壌を訪問した。

### 中国帰還者連絡会
中国帰還者連絡会について「『平和のために過去の体験をありのままに語り継ぐことこそが私たちの責任だ』という姿勢には、人はどう生きていくのかという人間としての強い生き様が感じられる。それは戦後生れの私を含めて若い世代にも強烈な感動を与えてきたのではないかと思う。」としている。

### その他
2002年10月3～5日の米国のケリー国務次官補訪朝と同時期にも、北朝鮮の平壌と板門店に滞在していたと自ら講演で語っている。

### 活動に対する評価

#### 肯定的評価
西野が共著した2013年の本『「慰安婦」バッシングを越えて : 「河野談話」と日本の責任』は2018年に英訳され、日韓基本条約やアジア女性基金の徹底的な分析だと代表的な学問雑誌「Monumenta Nipponica」で好評された。

#### 批判的評価
青木直人は、西野の活動について「運動体には、やはり節度というものが必要であろう」「日本の“過去”には容赦なく、一方で北朝鮮の現在の悪には沈黙するというダブルスタンダードが露骨すぎるからだろう」としている。

## 著書

### 単著
- 『従軍慰安婦』 明石書店、1992年、ISBN 9784750304205
- 『従軍慰安婦と十五年戦争』 明石書店、1993年、ISBN 978-4750305134
- 『従軍慰安婦のはなし』 明石書店、1993年、ISBN 9784750305349
- 『七三一部隊のはなし』 明石書店、1994年、ISBN 9784750306063
- 『日本軍慰安婦を追って』 マスコミ情報センター、1995年、ISBN 9784816695049
- 『若ものたちが考える戦争責任』 明石書店、1996年、ISBN 9784750307701
- 『薬害エイズを生きる』 明石書店、1996年、ISBN 9784750308722
- 『なぜ従軍慰安婦を記憶にきざむのか』 明石書店、1997年、ISBN 9784750309842
- 『エルクラノはなぜ殺されたのか』 明石書店、1999年、ISBN 9784750311647
- 『戦場の「慰安婦」―拉孟全滅戦を生き延びた朴永心の軌跡』 明石書店、2003年、ISBN 9784750318257

### 共著・編著
- （小森龍邦）『差別と人権を考える』 明石書店、1995年、ISBN 9784750307268
- （アジア女性資料センター池田恵理子・金富子・森川万智子・川田文子・鈴木裕子・松井やより）『「慰安婦」問題Q&A―「自由主義史観」へ 女たちの反論』 明石書店、1997年、ISBN 9784750309200
- （荒井信一・前田朗）『従軍慰安婦と歴史認識』 新興出版社、1997年、ISBN 9784880041278
- （林博史・VAWW-NETジャパン）『「慰安婦」・戦時性暴力の実態〈2〉中国・東南アジア・太平洋編（日本軍性奴隷制を裁く―2000年女性国際戦犯法廷の記録）』 緑風出版、2000年、ISBN 9784846100223
- （金富子・VAWW-NETジャパン）『裁かれた戦時性暴力―「日本軍性奴隷制を裁く女性国際戦犯法廷」とは何であったか』 白澤社、2001年、ISBN 9784768479025
- （上杉聡・高嶋伸欣・大森明子）『使ったら危険 「つくる会」歴史・公民教科書―子どもを戦争にみちびく教科書はいらない!』 明石書店、2005年、ISBN 9784750321288
- （金富子・VAWW-NETジャパン）『消された裁き―NHK番組改変と政治介入事件』 凱風社、2005年、ISBN 9784773630039
- （金富子・アクティブミュージアム「女たちの戦争と平和資料館」）『証言 未来への記憶―アジア「慰安婦」証言集〈1〉南・北・在日コリア編〈上〉』 明石書店、2006年、ISBN 9784750323206
- （李成市、鄭早苗、姜徳相、姜在彦、朴一、高橋哲哉、水野直樹、西野瑠美子、俵義文）「心ある日本の方々に　中学校『歴史教科書』の採択に際し、今知ってほしいこと‐共に考えましょう、子どもたちの未来のために」在日本大韓民国民団文教局